# Anirahtak
Anirahtak (* 5. November 1960 in Köln als Ulla Marks) ist eine deutsche Jazzsängerin, die in Aachen lebt.

## Wirken
Anirahtak sang in den 1980er Jahren zunächst in unterschiedlichen Chören. Seit 1986 gab sie Konzerte als Jazzsolistin mit Pianobegleitung. 1989 erschien bei Nabel Records mit der Band des Gitarristen Jürgen Sturm ihr Debütalbum Das Kurt Weill Programm, mit dem sie Aufmerksamkeit beim Publikum und der Kritik erregte. So schrieb die tageszeitung am 15. November 1991: „Anirahtaks Stimme umfaßt alle erdenklichen Gefühlsschwankungen, ist dabei kein bißchen verschnörkelt und manieriert, sondern kühl, wenn nötig oberflächlich und verschwendet keinen Ton. Ob auf dem Jahrmarkt, auf hoher See oder unter Affen, ihr dunkles Timbre liegt, in dynamischen Schattierungen, wie ein Hauch, aber dennoch klar über den von Jürgen Sturm neu arrangierten Songs.“  (Anna-Bianca Krause: "Kurt Weill - jazzinspiriert und luftig")
Zahlreiche Konzerte mit unterschiedlichen Ensembles (u. a. Ulrich Lask, Paul Lovens, Susan Alcorn) und etliche weitere Tonträger-Produktionen schlossen sich an, wie Berlin-Paris-New York (wiederum mit Musik von Kurt Weill, 1992), Gebete der Nacht (1994) und Anirahtak & Jürgen Sturm: Duo (1999). 2010 erschien das Album Lorelei, dem Der langsamste und leiseste Jazzabend des Jahres (2013) und Art’n Schutz Orchester (2015) folgten.
Seit dem Corona-Pandemie-Jahr 2020 produziert sie auch Musik im eigenen Studio.